# Попхристова къща
Попхристовата къща (на гръцки: Οικία Παπαχρήστου Μάρκου) е възрожденска къща в костурското, село Олища (Мелисотопос) Гърция, паметник на културата.
Къщата е от XIX век. Собственост е била на Марко Попхристов. В 2002 година комплексът от жилищни и спомателни сгради е обявен за паметник на културата като „исторически запазен паметник и произведение на изкуството... като функционален ансамбъл от проста народна архитектура, в която елементи на селската икономика и традициите съжителстват с елементи и влияния от неокласическия романтизъм“.